# Chiesa di San Pietro (San Giovanni Bianco)
La chiesa di San Pietro è il principale luogo di culto cattolico della località di San Pietro d'Orzio frazione di San Giovanni Bianco in provincia e diocesi di Bergamo; fa parte del vicariato di San Giovanni Bianco-Sottochiesa.

## Storia
Il primo documento che cita una chiesa nella località di Sella risale al 1237. Indicata la presenza nel sinodo del 1304 voluto dal vescovo di Bergamo Giovanni da Scanzo, di "Hamadeus presbiter" presbitero della chiesa detta di San Pietro "de Orzio". La chiesa fu nuovamente inserita nella “nota ecclesiarum”, elenco ordinato da Bernabò Visconti per definire i diversi benefici delle chiese e dei monasteri di Bergamo e poterne definire i censi da versare alla famiglia Visconti di Milano e alla chiesa di Roma nominando il titolare di ogni beneficio. Dal documento si deduce che dipendenza dalla pieve di Dossena, con due benefici Anche con l'istituzione dei vicariati foranei nel 1568 con il II sinodo diocesano voluto dal vescovo Federico Corner, in ottemperanza alle disposizioni del primo concilio provinciale del 1565, si conferma la dipendenza alla pievana di Dossena.
L'arcivescovo di Milano san Carlo Borromeo visitò la chiesa il 29 settembre 1575 indicata come parrocchia. Dagli atti si evince che vi erano quattro altari e un parroco titolato, e vi erano le scuole del Santissimo Sacramento e di San Pietro che reggevano l'altare maggiore e quello intitolato a san Pietro. In prossimità alla parrocchia vi erano l'oratorio di San Giacomo, di San Francesco e delle sante Maria e Elisabetta indicate nella località "Portiere". Dalla relazione della visita di san Gregorio Barbarigo si deduce che la chiesa era governata dai vicini, era retta da un sacerdote e vi erano la confraternita del santo Rosario e del Santissimo Sacramento.
Nel 1666 la chiesa fu inserita nel Sommario delle chiese di Bergamo, elenco redatto dal cancelliere della curia vescovile Giovanni Giacomo Marenzi, ed è indicata con l'intitolazione a San Pietro risulta fosse mercenaria dei vicini che provvedevano a stipendiare l'unico curato e appartenente alla pieve di Dossena. I cinque altari erano retti dalle confraternite, con gli oratori sussidiari di San Giacomo della contrada del Gromo, di San Rocco nella contrada del bosco, e un terzo intitolato a San Francesco.
Le relazioni degli stati del Clero del 1782 indicano la chiesa inserita nel vicariato di San Giovanni Bianco. Nel 1738 la chiesa fu visitata dal vescovo Giovanni Paolo Dolfin e alla relazione fu inserito anche un documento redatto dall'allora parroco che descrive la chiesa con cinque altari e con le scuole della Madonna del Rosario a reggere l'altare omonimo, e del Santissimo Sacramento presso l'altare maggiore e della dottrina cristiana. La chiesa era retta da un curato mercenario coadiuvato da due sacerdoti e in prossimità gli oratori di San Marco, in località Palazzo, San Rocco al Bosco, di San Giacomo apostolo, e di San Francesco d'Assisi.
L'antica chiesa era preceduto da un porticato sul lato a ponente con canonica a torre campanaria. La navata era abbastanza grande e completa di quattro altari intitolati alla Madonna Addolorata a sant'Antonio abate, alla Vergine del Rosario e a san Giuseppe. L'edificio era inserito in uno spazio con vicini la sede del comune, le scuole e la zona cimiteriale. Ma la struttura presentava seri problemi di stabilità che richiesero lavori di consolidamento delle fondamenta negli anni 1832, 1851, 1875, 1892 ma che non diedero soluzione, che portarono alla ricostruzione di un nuovo edificio e la demolizione di quello primitivo.
Per questo il 18 luglio 1898 un'ordinanza del Prefetto di Bergamo all'amministrazione comunale di San Pietro d'Orzio motivata da “a causa dell'immediato pericolo che essa Chiesa presentava” ne ordinò la demolizione. Il sindaco ordinò a chiusura della chiesa con autorizzazione delle celebrazioni liturgiche solo sotto il portico.

Il 17 agosto 1898 l'allora parroco Giuseppe Sangelli convocò i capi famiglia, il sindaco con gli amministratori comunali, per decidere quale fosse il luogo migliore dove edificare la nuova chiesa. La riunione concluse che la località detta “I Piani” risultava essere la migliore. Il progetto fu assegnato all'ingegnere Santo Calvi e per la sua edificazione occorsero sia il recupero di materiali dell'antica chiesa che offerte di tutti gli abitanti sia in materiali, mano d'opera che denaro, non sempre reperibili che obbligarono anche tempi di sospensione della lavorazione. La posa della prima pietra fu benedetta il 1º maggio 1899 dal vescovo di Bergamo, Gaetano Camillo Guindani, con una solenne cerimonia. La nuova chiesa fu aperta al pubblico la notte di Natale del 1905, anche se ancora mancante di molti arredi. La torre campanaria fu edificata dal 1905 al 1911. Il 7 luglio 1920 il vescovo Luigi Maria Marelli consacrò la nuova chiesa, dedicandola a san Pietro e donando anche una lapide commemorativa. Il XX secolo vide la chiesa oggetto di lavori di mantenimento con la ripittura delle opere a fresco.
Con il decreto vescovile del 27 maggio 1979 del vescovo Giulio Oggioni, la parrocchiale fu inserita nel vicariato locale di San Giovanni Bianco-Sottochiesa.

## Descrizione

### Esterno
L'edificio di culto dal classico orientamento liturgico, è preceduto dal sagrato posto su tre lati in tessuto erboso e ghiaia delimitato da un parapetto e da una gradinata che lo collega alla viabile urbana. 
La facciata è tripartita da lesene, con la parte centrale avanzata e più alta rispetto alle due laterali. Una cornice marcapiano con copertura in ardesia, la divide in due ordini. Nell'ordine inferiore vi è l'ingresso principale con paraste in pietra che reggono il cornicione e il timpano triangolare. L'ordine superiore presenta una finestra rettangolare atta a illuminare l'aula. Il frontone termina con il timpano triangolare. Lateralmente la chiesa presenta due portici aperti con archi che retti da colonne in stile toscano.

### Interno
L'interno a unica navata, divisa da lesene in stucco a finto marmo con basamento e coronate da capitelli corinzi in cinque campate. Le lesene reggono la trabeazione e il cornicione che percorre tutta l'aula e che è praticabile dove s'imposta la volta a botte. La prima campata conserva a sinistra il battistero, e la seconda l'altare intitolato a san Giuseppe a sinistra corrispondente a destra quello della Madonna Addolorata, mentre la terza ha gli ingressi laterali. La cappella dedicata alla Madonna del santo Rosario è posta nella quarta campata a sinistra mentre corrispondente quella del Sacro Cuore di Gesù offerto dai reduci della prima guerra mondiale. La quinta campata conduce alla cappella di Lourdes. 
La chiesa conserva la pala Pietà di San Pietro d'Orzio opera dei primi anni del Cinquecento di Andrea Busati.
La zona presbiteriale con volta a tazza circolare, è anticipata dall'arco trionfale; si presenta di misure minori rispetto all'aula ed è sopraelevata da sei gradini in marmo. La parte termina con il coro absidato coperto da volta a catino.